# Колбово (Тульская область)
Колбово — деревня в Богородицком районе Тульской области России. 
В рамках административно-территориального устройства входит в Бахметьевский сельский округ Богородицкого района, в рамках организации местного самоуправления является включается в Бахметьевское сельское поселение.

## География
Находится на реке Муравлянка, южнее села Бутырки и юго-западнее деревни Муравлянка. Почтовый индекс 301640.

## История
В источниках 18 века упоминается под названием Колобово Алексеевка тож.
По состоянию на 1913 год село относилось к Архангельской волости Епифанского уезда. Относилось к приходу церкви Владимирской иконы Божьей матери в с. Пречистенское (Бахметьево).

## Население
| 2010 |
| ---- |
| 1    |